# Servizio Informazioni Militare
Der Servizio Informazioni Militare (SIM) (dt. „Militärischer Nachrichtendienst“) war ein italienischer Nachrichtendienst.
Der SIM wurde vom faschistischen Regime im Jahr 1925 als Nachrichtendienst des Generalstabs der Streitkräfte eingerichtet (R.D. Nr. 70, 6. Februar 1927). Er entstand aus nachrichtendienstlichen Stellen (Ufficio Informazioni, seit 1925 als „SIM“ bezeichnet) des Generalstabs des Heeres. Auch Marine und Luftwaffe richteten eigene Nachrichtendienste (G2/A2, „SIS“ und „SIA“) ein, die jedoch eher militärfachliche Dienste blieben, während der SIM neben seinen teilstreitkraftbezogenen Aufgaben (G2, bis November 1941, dann Aufstellung des Heeresdienstes „SIE“) auch die militärische Gesamtlage (J2) und die Spionageabwehr abdeckte. Zusammen mit der Geheimpolizei OVRA soll er an der Verfolgung von Antifaschisten beteiligt gewesen sein. Im Januar 1934 übernahm Mario Roatta die Leitung des SIM. Während des Zweiten Weltkriegs drangen SIM-Agenten in die US-Botschaft in Rom ein und brachten dort wertvolle Informationen über amerikanische Verschlüsselungssysteme in Erfahrung.
Nach dem Waffenstillstand vom 8. September 1943 überführte die Regierung Badoglio den SIM in den alliierten Machtbereich und reorganisierte ihn im Juli 1944 umfassend. Doch bereits am 16. November 1944 musste der Dienst auf alliierten Befehl hin aufgelöst werden. Formal bestand er noch bis zum 31. Dezember 1945 weiter, doch in der Substanz standen die italienischen Agenten von 1944 bis zur Gründung des neuen Nachrichtendienstes Servizio Informazioni Forze Armate (SIFAR) im Jahr 1949 unter der Kontrolle des US-amerikanischen Geheimdienstes OSS bzw. seiner Nachfolgeorganisationen (CIG und CIA).